# Poliakovce
Poliakovce é um município da Eslováquia, situado no distrito de Bardejov, na região de Prešov. Tem 7,53 km² de área e sua população em 2018 foi estimada em 382 habitantes.

## Demografia
| Ano:        | 1994 | 2004   | 2014   | 2024   |
| ----------- | ---- | ------ | ------ | ------ |
| Broj ljudi: | 397  | 372    | 368    | 378    |
| Razlika:    |      | -6,29% | -1,07% | +2,71% |

| Ano:               | 2023 | 2024 |
| ------------------ | ---- | ---- |
| Número de pessoas: | 378  | 378  |
| Diferença:         |      | +0%  |